# Howard Da Silva
Pour les articles homonymes, voir Silva.
Howard da Silva, né le 4 mai 1909 à Cleveland, Ohio (États-Unis) et mort le 16 février 1986 à Ossining (État de New York), est un acteur américain.

## Biographie
Dans les années 1950, il fut une des cibles du maccarthysme et inscrit sur la liste noire du cinéma.

## Filmographie

### Télévision
- 1959 : Thieves' Carnival : Dupont-Dufour Sr.
- 1965 : For the People : Anthony Celese
- 1972 : Keep the Faith : Rabbi Mossman
- 1974 : Smile, Jenny, You're Dead : Lt. Humphrey Kenner
- 1974 : The Missiles of October d'Anthony Page : Nikita Khrouchtchev
- 1976 : The American Parade
- 1978 : Verna: USO Girl : Eddie
- 1976 : When the Boat Comes In : Host - US broadcast (1978)
- 1980 : The Greatest Man in the World : Conklin
- 1980 : Power : Jack Eisenstadt
- 1983 : Masquerade (série télévisée) : General Breznin
- 1984 : The Cafeteria : Critique

### Cinéma
- 1935 : Once in a Blue Moon
- 1938 : Marie-Antoinette de W. S. Van Dyke : Toulon
- 1940 : Abraham Lincoln (Abe Lincoln in Illinois) de John Cromwell : Jack Armstrong
- 1940 : I'm Still Alive (en) d'Irving Reis : Red Garvey
- 1941 : The Dog in the Orchard : Foster
- 1941 : Le Vaisseau fantôme (The Sea Wolf) : Harrison
- 1941 : Strange Alibi : Monson (prison guard)
- 1941 : Sergent York (Sergeant York) : Lem
- 1941 : Bad Men of Missouri (it) de Ray Enright : Greg Bilson
- 1941 : Three Sons o' Guns : Radio Announcer
- 1941 : Nuits joyeuses à Honolulu (Navy Blues) de Lloyd Bacon : le patrouilleur (non crédité)
- 1941 : Nine Lives Are Not Enough d'A. Edward Sutherland : J.B. Murray, City Editor
- 1941 : Blues in the Night : Sam Paryas
- 1941 : At the Stroke of Twelve : Angie the Ox, (as Howard da Silva)
- 1941 : Steel Against the Sky : Bugs Little
- 1942 : Five Were Chosen
- 1942 : Wild Bill Hickok Rides (en) de Ray Enright : Ringo, the Prosecutor
- 1942 : Bullet Scars : Frank Dillon
- 1942 : Native Land : Jim, informant
- 1942 : Danseuse de cabaret (Juke Girl) de Curtis Bernhardt : Cully
- 1942 : Le Caïd (The Big Shot) de Lewis Seiler : Sandor
- 1942 : The Omaha Trail : Ben Santley
- 1942 : Quelque part en France (Reunion in France) de Jules Dassin : Anton Stregel, Gestapo agent
- 1942 : La Flamme sacrée (Keeper of the Flame) de George Cukor : Jason Rickards
- 1943 : Tonight We Raid Calais : Sergent Block
- 1945 : Duffy's Tavern : Heavy
- 1945 : Le Poison (The Lost Weekend) : Nat
- 1946 : Révolte à bord (Two Years Before the Mast) de John Farrow : Capitaine Francis A. Thompson
- 1946 : Le Dahlia bleu (The Blue Dahlia) de George Marshall : Eddie Harwood
- 1947 : Ils étaient quatre frères (Blaze of Noon) de John Farrow : Mike Gafferty
- 1947 : Hollywood en folie (Variety Girl) : Howard Da Silva
- 1947 : Les Conquérants d'un nouveau monde (Unconquered) : Martin Garth
- 1948 : Les Amants de la nuit (They Live by Night) : Chicamaw 'One-Eye' Mobley
- 1949 : Le Prix du silence (The Great Gatsby) : Wilson
- 1949 : Incident de frontière (Border Incident) : Owen Parkson
- 1950 : Corruption (The Underworld Story) de Cy Endfield : Carl Durham
- 1950 : Dangereuse Mission (Wyoming Mail) de Reginald Le Borg : Jeff Cavanaugh
- 1950 : Tripoli (Tripoli) : Capt. Demetrios
- 1951 : Quatorze heures (Fourteen Hours) : Deputy Chief Moskar
- 1951 : Three Husbands : Dan McCabe
- 1951 : M : Inspector Carney
- 1962 : David et Lisa (David and Lisa) : Dr Swinford
- 1963 : Un monde fou, fou, fou, fou (It's a Mad Mad Mad Mad World) de Stanley Kramer : Airport Officer
- 1964 : Hamlet, de Bruce Minnix et Joseph Papp : Claudius
- 1964 : L'Outrage (The Outrage) : Prospector
- 1966 : Nevada Smith : Warden of work camp
- 1972 : 1776 de Peter H. Hunt : Dr Benjamin Franklin (PA)
- 1974 : Gatsby le Magnifique (The Great Gatsby) : Meyer Wolfsheim
- 1977 : The Private Files of J. Edgar Hoover de Larry Cohen : Franklin Delano Roosevelt
- 1981 : Maman très chère (Mommie Dearest) : Louis B. Mayer
- 1984 : À la recherche de Garbo (Garbo Talks) : Angelo Dokakis